# Olijiwka (Schytomyr)
Olijiwka (ukrainisch Оліївка; russisch Олиевка Olijewka, polnisch Gogołówka) ist ein Dorf in der ukrainischen Oblast Schytomyr mit etwa 1000 Einwohnern.

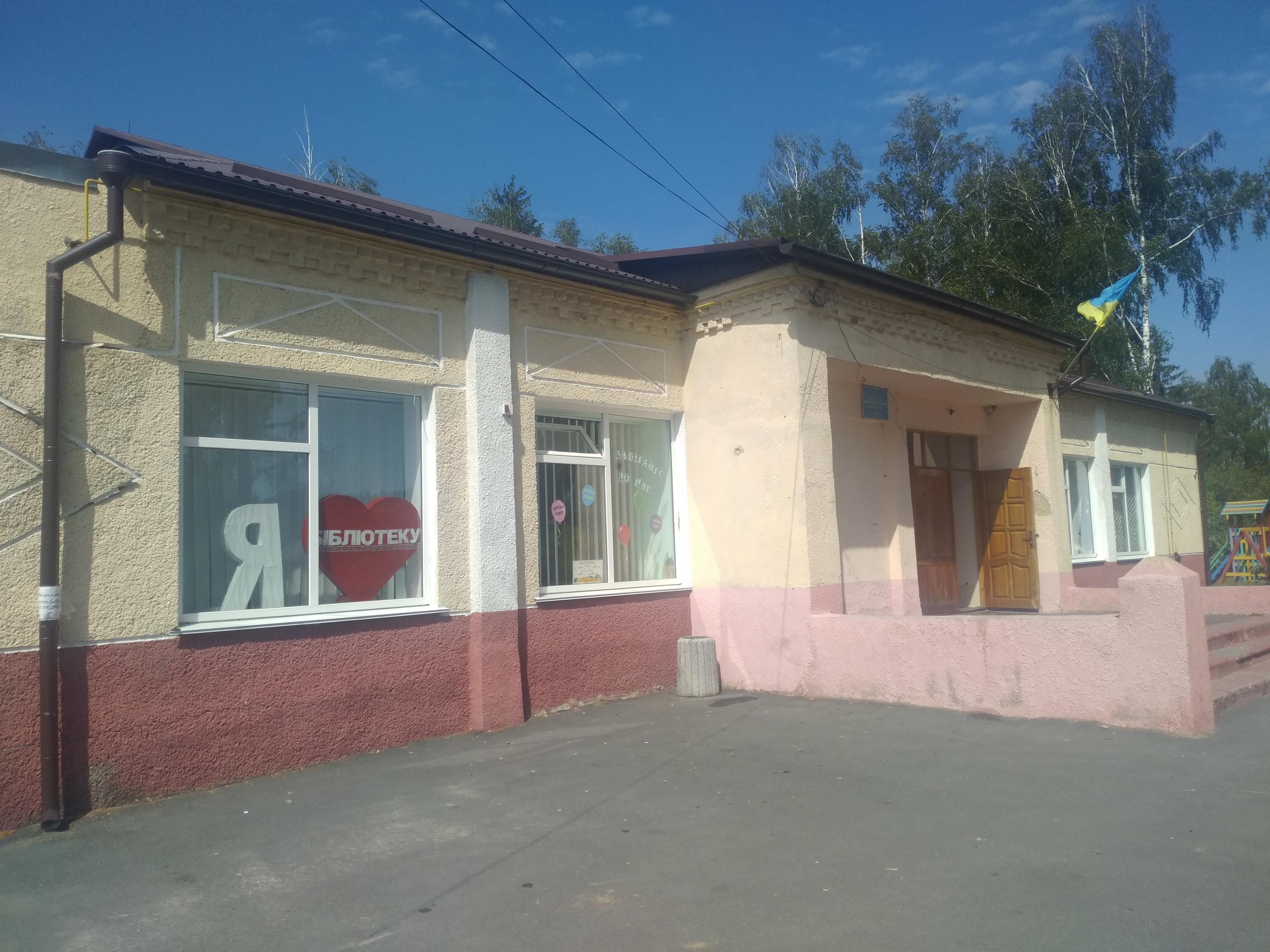
Die Dorfbibliothek von Olijiwka

Das erstmals 1866 schriftlich erwähnte Dorf an der Bahnstrecke Berdytschiw–Korosten, 9 km nördlich vom Rajon- und Oblastzentrum Schytomyr entfernt.
Es lag zunächst im russischen Gouvernement Wolhynien, war ab 1923 ein Teil der Ukrainischen SSR, seit 1991 dann Teil der heutigen Ukraine.
Bis 1963 trug der Ort den ukrainischen Namen Holijiwka (Голіївка).

## Verwaltungsgliederung
Am 14. Juli 2017 wurde das Dorf zum Zentrum der neugegründeten Landgemeinde Olijiwka (ukrainisch Оліївська сільська громада/Olijiwska silska silska hromada), zu dieser zählten auch noch die 8 in der untenstehenden Tabelle aufgelisteten Dörfer, bis dahin bildete es zusammen mit den Dörfern Pischtschanka und Swityn die gleichnamige Landratsgemeinde Olijiwka (Оліївська сільська рада/Olijiwska silska rada) im Norden des Rajons Schytomyr.
Am 12. Juni 2020 kamen noch die 12 Dörfer Iwanowytschi, Iwankiw, Jalyniwka, Ksaweriwka, Krutschenez, Nowopilsk, Okilok, Peremoha, Schtscherbyny, Sorokiw, Wilsk und Wyschpil zum Gemeindegebiet.
Folgende Orte sind neben dem Hauptort Olijiwka Teil der Gemeinde:
| Name                     | Name       | Name                      |
| ukrainisch transkribiert | ukrainisch | russisch                  |
| ------------------------ | ---------- | ------------------------- |
| Dowschyk                 | Довжик     | Должик (Dolschik)         |
| Iwankiw                  | Іванків    | Иванков (Iwankow)         |
| Iwanowytschi             | Івановичі  | Ивановичи (Iwanowitschi)  |
| Jalyniwka                | Ялинівка   | Ялыновка (Jalynowka)      |
| Kamjanka                 | Кам’янка   | Каменка (Kamenka)         |
| Krutschenez              | Крученець  | Крученец                  |
| Ksaweriwka               | Ксаверівка | Ксаверовка (Ksawerowka)   |
| Nekraschi                | Некраші    | Некраши                   |
| Nowopil                  | Новопіль   | Новополь (Nowopil)        |
| Nowoselyzja              | Новоселиця | Новоселица (Nowoseliza)   |
| Okilok                   | Окілок     | Околок (Okolok)           |
| Peremoha                 | Перемога   | Перемога (Peremoga)       |
| Pischtschanka            | Піщанка    | Песчанка (Pestschanka)    |
| Schtscherbyny            | Щербини    | Щербины (Schtscherbiny)   |
| Sorokiw                  | Зороків    | Зороков (Sorokow)         |
| Sonjatschne              | Сонячне    | Солнечное (Solnetschnoje) |
| Swityn                   | Світин     | Свитын (Swityn)           |
| Trokowytschi             | Троковичі  | Троковичи (Trokowitschi)  |
| Wilsk                    | Вільськ    | Вильск                    |
| Wyschpil                 | Вишпіль    | Вышполь (Wyschpol)        |